# Остров Долгий
О́стров До́лгий — посёлок в Наримановском районе Астраханской области. Входит в состав Рассветского сельсовета.

## География
Посёлок находится в дельте реки Волга, на острове Долгий, образованным Волгой и старым руслом Волги.

## Население
| 2002 | 2010 | 2012 | 2013 | 2014 |
| ---- | ---- | ---- | ---- | ---- |
| 15   | ↗18  | ↘15  | ↗18  | →18  |

### Гендерный состав
По данным Всероссийской переписи, в 2010 году численность населения посёлка составляла 18 человек (11 мужчин и 7 женщины, 61,1 и 38,9 %% соответственно)

### Национальный состав
Согласно результатам переписи 2002 года, в национальной структуре населения чеченцы составляли 58 % из 19 чел., русские — 32 %